# Jacques François Lepitre
Jacques François Lepitre, né le 18 janvier 1764 à Paris et mort le 15 janvier 1821 à Versailles, est un maître de pension parisien sous l’Ancien Régime, professeur de rhétorique de l’Université de Paris. Il fut aussi un temps gardien de la famille royale emprisonnée au Temple en 1792 et 1793.

## Biographie
En 1786, Lepitre ouvre à Paris une maison d’éducation, la pension Lepitre, rue de Turenne. Il était professeur de rhétorique en de l’Université de Paris et directeur de sa maison d’éducation, lorsque la Révolution éclata. Il en embrassa les principes avec zèle, et, après le 14 juillet, il fut nommé l’un des trois cents représentants de la première commune de Paris. Membre, à partir du 18 septembre 1789 et durant la Révolution, de l’Assemblée Générale, Lepitre sera, à partir du 1er janvier 1790, membre de la Commune de Paris. C’est en cette qualité qu’il fut un des commissaires chargé de surveiller la famille royale à la tour du Temple à travers la municipalité provisoire installée le 2 décembre 1792, dont il écrit dans ses Souvenirs :
Quel spectacle que celui de cette assemblée !

Des hommes sans talens, sans instruction,

ne sachant pas, ou sachant à peine signer leur nom…
Entré au Temple, le 9 décembre 1792, avec Jacquotot, il prit ses fonctions de garde de la reine et des princesses. Celle-ci étant sous défense d’être informée, il aida grandement la famille royale à avoir des nouvelles des événements politiques. À plusieurs reprises, il a introduit des journaux et différentes lectures à la Reine et paya aussi un vendeur de journaux pour crier le contenu du papier sous les fenêtres de Louis XVI.
Tison, le concierge du Temple, aimait à dénoncer toute personne : déjà en septembre 1792, il pensait à dénoncer Moelle (placé factionnaire à un poste de la petite tour) pour conspiration avec la Reine. À l’époque, Cléry, valet de chambre de Louis XVI puis du dauphin, réussit à l’en dissuader. Le 19 avril 1793, Tison dénonça 11 personnes aux commissaires du Temple. Dès le 20 avril, l’accusation a été lue au Conseil général. Lepitre, outre cette accusation, effaça sa signature de la pétition formulée par la Commune contre 22 députés girondins dont elle demandait l’expulsion. L’ayant signée au premier abord par croyance qu’il s’agissait de la liste de présence, il rayera tout de suite son nom de la pétition. Ce geste aura de sérieuses conséquences à l’égard de son accusation. Il fut arrêté, le 8 octobre 1793, puis condamné par la Commune de Paris le 27 brumaire an II, jour où son accusation fut signée à la Conciergerie pour conspiration avec la famille royale. La copie de l’accusation a été publiée par le Moniteur, le 23 avril 1793.
Jacques François Lepitre a été donc, dénoncé par le concierge du Temple, Tison et sa femme, tout autant que Jean-Baptiste Michonis, le Belge Augustin-Germain Jobert, François Dangé, François Adrien Toulan, Jean-Baptiste Vincent, Nicolas Lebœuf, la veuve Dutilleul et Rougeville, Nicolas Jean-Marie Beugnot, Pierre Fontaine et Claude-Antoine-François Moelle.
Le centre d’intérêt de l’accusation portait sur le complot de l'œillet. Les accusés ont été acquittés, excepté Michonis, condamné à déportation, puis à mort. Tous périrent durant la Terreur à l’exception de Lepitre et Moelle.
À la suite de l’exécution de Robespierre, le 28 juillet 1794, Marie-Thérèse Charlotte de France (Madame Royale), fille de Louis XVI et de Marie-Antoinette est traitée avec plus d’égards lors de sa détention. Madame Cléry, sachant les promenades faites par Madame Royale durant le soir, s’empressa de louer une chambre dans la rotonde du Temple dont les croisés donnaient sur le jardin. C’est de cette fenêtre que Madame Cléry jouait de la harpe en chantant les vers composés par Lepitre pour l’écoute de Madame Royale ces chansons (Romances) contenaient des informations politiques et c’est ainsi que la fille de Louis XVI sut qu’elle allait être remise à l’archiduc souverain de l’Autriche, François Ier.
Sous l’Empire, Lepitre continuait à diriger sa maison d’éducation. Il publie à cette époque son témoignage sous le titre Quelques souvenirs, ou notes fidèles sur mon service au Temple à Paris en 1814 chez les libraires H. Nicolle et Le Normant, qu’il a annoté lui-même. Concurremment, il occupe le poste de professeur de rhétorique au collège de Rouen.

## Publications
- Arlequin imprimeur, ou Pourquoi écoutait-il ? comédie en un acte, mêlée de vaudevilles, an III.
- Le Bon Père, opéra-bouffon en 1 acte, musique de Cambini, an III.
- Romances, composées pour 1793-95 pour les illustres prisonniers du Temple, musique de Mme Cléry, Paris 1814.
- L'Aveugle supposé, comédie en un acte, Paris, 1804.
- Histoire des dieux, des demi-dieux et des héros adorés à Rome et dans la Grèce, Paris, Ed. H. Nicolle, 1814, nouvelle édition, 1818.
- Quelques souvenirs, ou notes fidèles sur mon service au Temple, Paris, Ed. H. Nicolle et Le Normant, 1814.

## Sources
- Jules Michelet, Révolution française.
- Moelle, Six journées passées au Temple, Paris, Jean-Gabriel Dentu, 1820, 77 p. (lire en ligne).
- Lepitre, Quelques souvenirs ou notes fidèles…, Paris, 1814 (lire en ligne).
- Cléry, Journal, Londres, 1798 (lire en ligne).
- Louis Mortimer Ternaux, Histoire de la Terreur : 1792-1794, Paris, 1862, 517 p. (lire en ligne).
- Joseph-Marie Quérard, La France littéraire : ou Dictionnaire bibliographique des savants, t. V, Paris, Firmin-Didot Frères, 1833 (lire en ligne).